# Gropecunt Lane

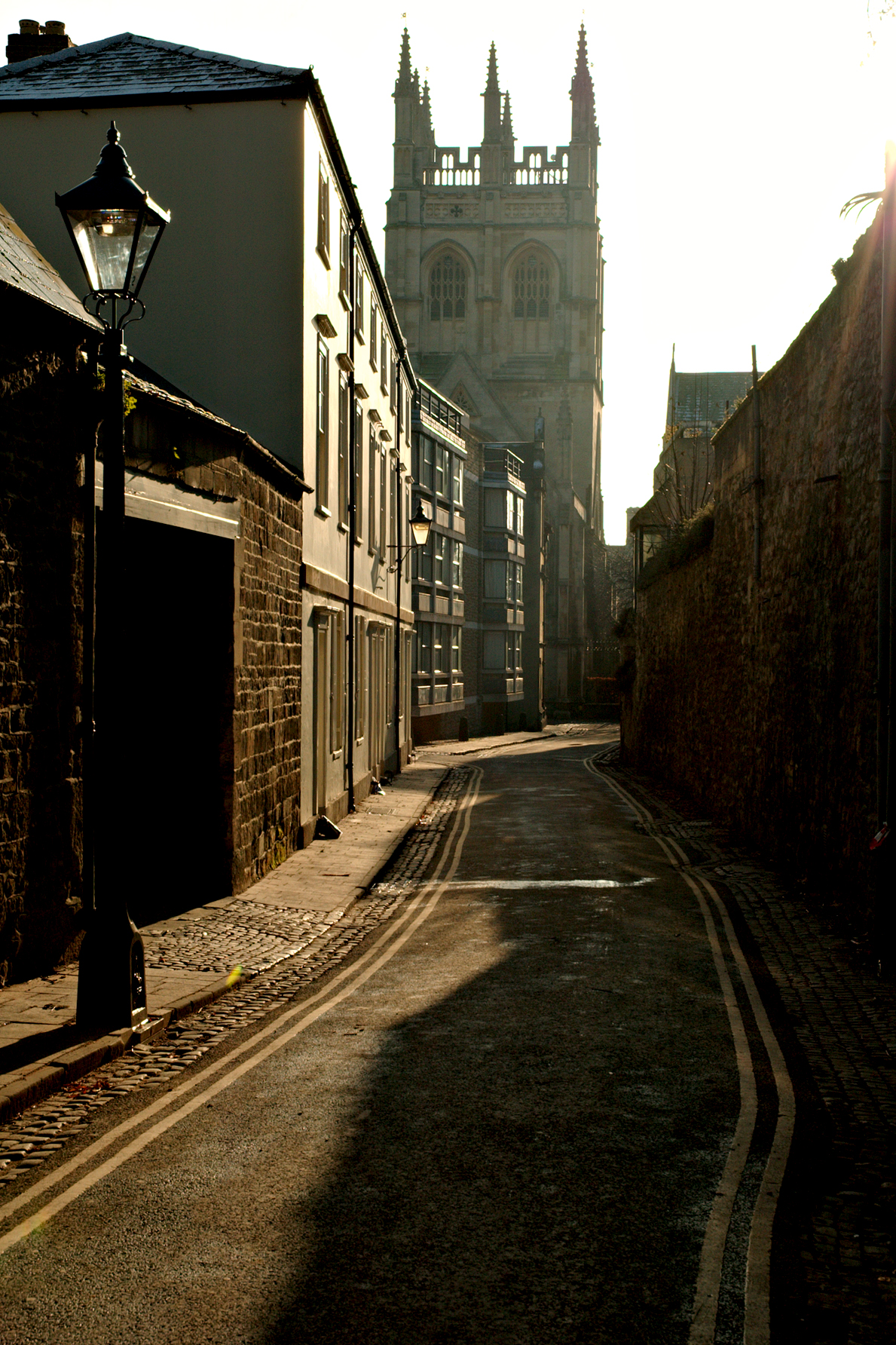
Magpie Lane em Oxford, anteriormente conhecida como Gropecunt Lane.

Gropecunt Lane (pronúncia em inglês: [ˈɡroʊpkʌnt ˈleɪn/]) era um nome de rua comum em vilas e cidades da Inglaterra, durante a Idade Média. Seu nome era formado pelas palavras grope (em português:  apalpar, tatear) e cunt (em português:  vulva), e enquanto topônimo fazia referência à prostituição centrada nessas áreas. Na Inglaterra medieval, era comum que nomes de ruas refletissem suas funções ou as atividades econômicas preponderantes em suas imediações. Ruas com o nome Gropecunt costumavam estar nas partes mais movimentadas das cidades e vilas, e pelo menos uma delas parece ter sido uma via importante. 
A prática foi muitas vezes tolerada pelas autoridades, e há muitos exemplos históricos em que foi tratada de forma trivial, sem censura ou repúdio. O primeiro uso conhecido do nome Gropecunt ocorreu por volta do ano 1230. Embora o nome tenha sido comum em toda a Inglaterra, mudanças de atitude resultaram na sua substituição por versões mais inofensivas, como Grape Lane (em português: Rua da Uva).
A decisão protestante sobre a crescente hostilidade da elite conservadora à prostituição durante o século XVI resultou na diminuição do uso de tais nomes. O último registro de uso de uma variação de Gropecunt, enquanto nome de rua, ocorreu em 1561.

## Raízes etimológicas
Na língua inglesa, os sentidos contemporâneos mais comuns do verbo grope são "sentir com as mãos, especialmente para encontrar ou mover-se na direção de algo", e "tocar o corpo de alguém para obter prazer sexual, sobretudo quando a pessoa não gosta", e enquanto substantivo ele indica um "toque sexual, geralmente indesejado e desagradável". O primeiro registro dessa palavra no sentido de toque sexual aparece no século XIV, e sua origem parece ter sido o termo germânico ocidental grāpian.
Por sua vez, a palavra cunt designa a genitália externa feminina e, por extensão, a vagina, desde aproximadamente o ano 1230. Originada do protogermânico kunton e também grafada cunte até ao século XIV, a primeira menção conhecida a ela aparece na obra Place-Names of Oxfordshire, que registra uma Gropecuntlane em Oxford. Nessa época possivelmente seu significado não possuía conotações pejorativas. Por volta de 1400, o nome ainda era usado em escritos médicos, e Geoffrey Chaucer refere-se a ele, embora por meio de eufemismos. No século XV, ele passou a ser evitado na comunicação oral em público e, posteriormente no século XVII, adquiriu o sentido obsceno que ainda o acompanha na língua inglesa.
Ao longo de sua utilização em vias públicas, o nome Gropecunt Lane foi utilizado com uma série de grafias distintas, que resultavam por exemplo da falta de uniformização das grafias em inglês antigo, da evolução das grafias das palavras, e também de estrangeirismos. Na cidade de Iorque, por exemplo, onde havia uma rua chamada Grapcunt Lane, cujo primeiro morfema deriva grāp, uma grafia do inglês antigo equivalente à palavra grope na língua moderna.

## Toponímia
As variações incluem Gropecunte, Gropecountelane, Gropecontelane, Groppecountelane e Gropekuntelane. Havia muitos nomes de rua na Inglaterra, mas todos já foram extorquidos. Na cidade de Iorque, por exemplo, Grapcunt Lane - grāp é a antiga palavra inglesa para grope — foi renomeado para Grape Lane, nome mais aceitável.
O primeiro registro da palavra grope sendo usado no sentido indecente do toque sexual aparece em 1380; A palavra cunt tem sido usada no sentido indecente desde pelo menos 1230, e corresponde à kunta dos nórdicos antigos, embora sua etimologia precisa seja incerta.

## Prostituição

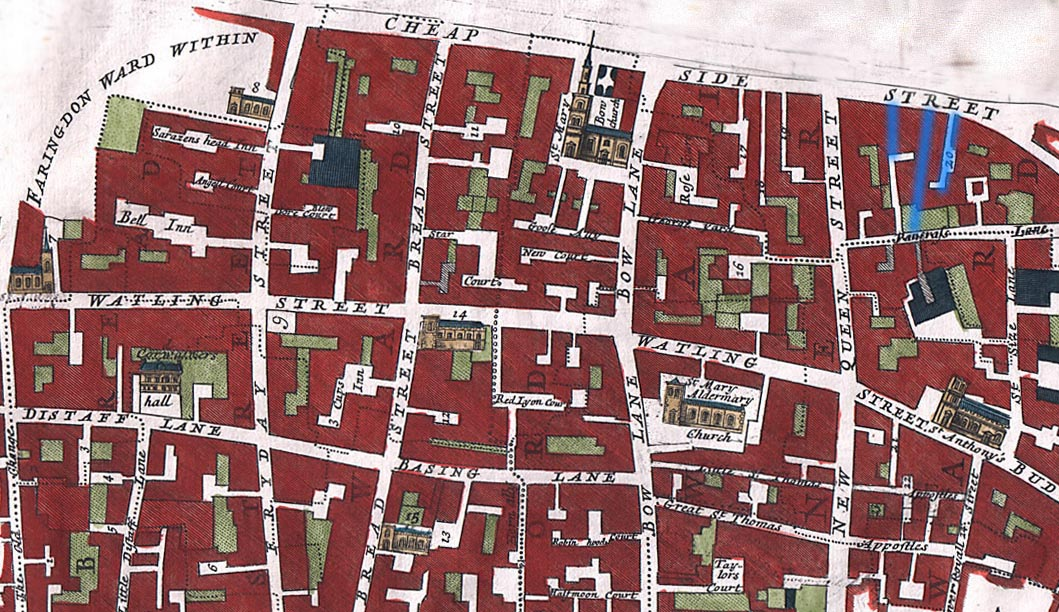
Mapa de 1720 das divisões Bread Street e Cordwainer, incluído em uma edição do século 19 de John Stow, Survey of the Cities of London and Westminster. As rotas de três ruas extintas são destacadas em azul, Puppekirtylane à esquerda, "Grope Countlane" no meio e Bordhawlane à direita. A localização é oposta ao moderno Mercers' Hall. A Little Fryday Street (Pissing Alley) é visível à esquerda.

Sob a sua entrada para a palavra cunt, o Oxford English Dictionary relata que uma rua foi listada como Gropecuntlane em cerca de 1230, a primeira aparição desse nome. Segundo o autor Angus McIntyre, a prostituição organizada estava bem estabelecida em Londres em meados do século XII, inicialmente restrita a Southwark no sudeste, mas depois se espalhando para outras áreas, como Smithfield, Shoreditch, Clerkenwell, e Westminster. A prática foi muitas vezes tolerada pelas autoridades, e há muitos exemplos históricos dela sendo tratada pela regulamentação, e não pela censura: em 1393, as autoridades de Londres permitiram que prostitutas trabalhassem apenas na Cokkes Lane. (agora conhecida como Cock Lane) e em 1285 prostitutas francesas em Montpellier foram confinadas a uma única rua.
Era prática normal para os nomes das ruas medievais refletirem sua função, ou a atividade econômica que ocorria dentro delas (especialmente as mercadorias disponíveis para venda), daí a frequência de nomes como The Shambles, Silver Street, Fish Street e Swinegate (açougueiros) em cidades com história medieval. A prostituição pode ter sido um aspecto normal da vida urbana medieval; em A survey of London (1598) John Stow descreve Love Lane como "assim chamada de Wantons". A Gropecunt Lane, no entanto, é possivelmente a alusão mais óbvia à atividade sexual.

## Mudando as sensibilidades
O Oxford English Dictionary defina a palavra cunt como "os órgãos genitais externos femininos" e acrescenta que "sua utilização é restrita na forma de outras palavras-tabu: veja a nota para FUCK" Durante a Idade Média, a palavra pode muitas vezes ter sido considerada apenas vulgar, tendo sido de uso comum em seu sentido anatômico desde pelo menos o século XIII. Em sua obra The Miller's Tale, Geoffrey Chaucer escreve: "E, em particular, ele pode ser contratado pelo queynte" (e intimamente ele a pegou pela virilha), e em Philotus (1603) menciona "ponha a mão a mão e agarre a sua cunt". Gradualmente, a palavra foi usada mais como obscenidade, geralmente considerado como sendo hoje. Em Wandring Whore II (1660), de John Garfield, a palavra é aplicada a uma mulher, especificamente uma prostituta – "este não é nenhum dos seus Sneakesbyes e Raskalls que oferecerão uma B resistente – mas dezoito centavos ou dois xelins, e arrepender-se do negócio depois". A Classical Dictionary of The Vulgar Tongue (1785), de Francis Grose, lista a palavra como "B****a. Os chonnos do grego, e os "cunnus" dos dicionários latinos; nome para uma coisa desagradável: un con Miege."

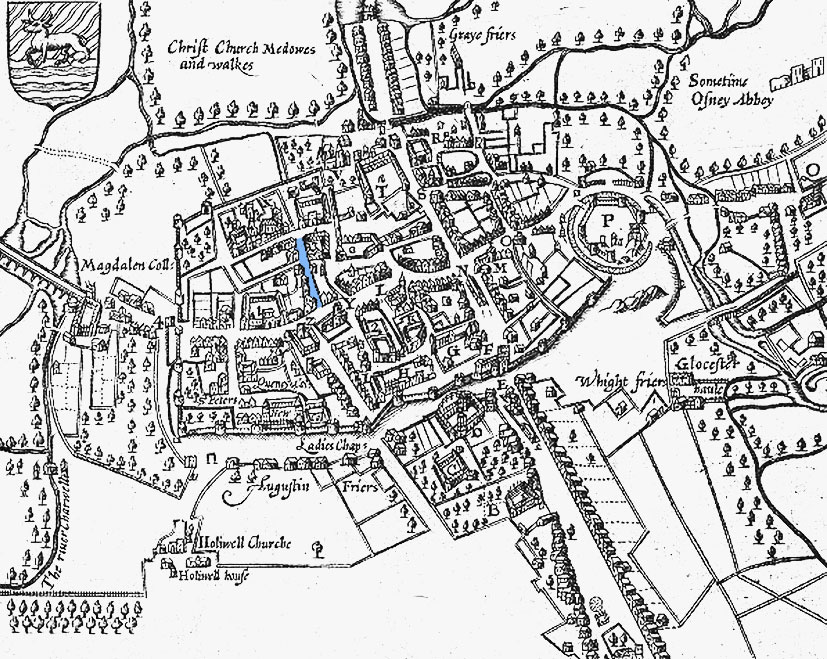
O mapa de John Speed de Oxford do ano de 1605, início do século XVII, com Gropecunt Lane, então Grope ou Grau Lane, destacado em azul. A estrada principal à qual a Gropecunt Lane se conecta é a High Street, também conhecida como High Road, e o norte está na parte inferior.

Embora alguns nomes de ruas medievais, como Addle Street (urina fedorenta, ou outra sujeira líquida; lama) e Fetter Lane (outrora, Fewterer, que significa "pessoa ociosa e desordenada") sobreviveram, outros foram alterados em deferência às atitudes contemporâneas. Sherborne Lane em Londres foi em 1272-73 conhecida como Shitteborwelane, depois Shite-burn lane e Shite-buruelane (possivelmente devido a fossas nas proximidades).  Pissing Alley, uma das várias ruas com nome idêntico cujos nomes sobreviveram ao Grande Incêndio de Londres, foi chamado Little Friday Street em 1848, antes de ser absorvido pela Cannon Street em 1853-54. A Petticoat Lane, cujo significado às vezes é mal interpretado como relacionado à prostituição, foi rebatizada em 1830 como Middlesex Street, após reclamações de que a rua recebeu o nome de um item de roupa íntima. Mais recentemente, Rillington Place, onde John Christie assassinou suas vítimas, foi renomeado para Ruston Close. Selous Street em Londres foi rebatizada como uma marca de respeito por Nelson Mandela, como pode ter sido percebido como tendo sido nomeado em homenagem ao colonialista Frederico Selous, embora na verdade tenha o nome do artista Henry Courtney Selous.
Como o exemplo mais onipresente e explícito de tais nomes de rua, com exceção de Shrewsbury e possivelmente  Newcastle (onde um Grapecuntlane foi mencionado em 1588), o uso de Gropecunt parece ter caído fora de favor pelo século XIV. Seu constante desaparecimento do vernáculo inglês pode ter sido o resultado de uma limpeza gradual do nome; Gropecuntelane no século XIII Wells tornou-se Grope Lane e, em seguida, no século XIX, Grove Lane. A decisão protestante sobre a crescente hostilidade da elite conservadora à prostituição durante o século XVI resultou no fechamento dos guisados de Southwark em 1546, substituindo tentativas anteriores de regulamentação.

## Localizações

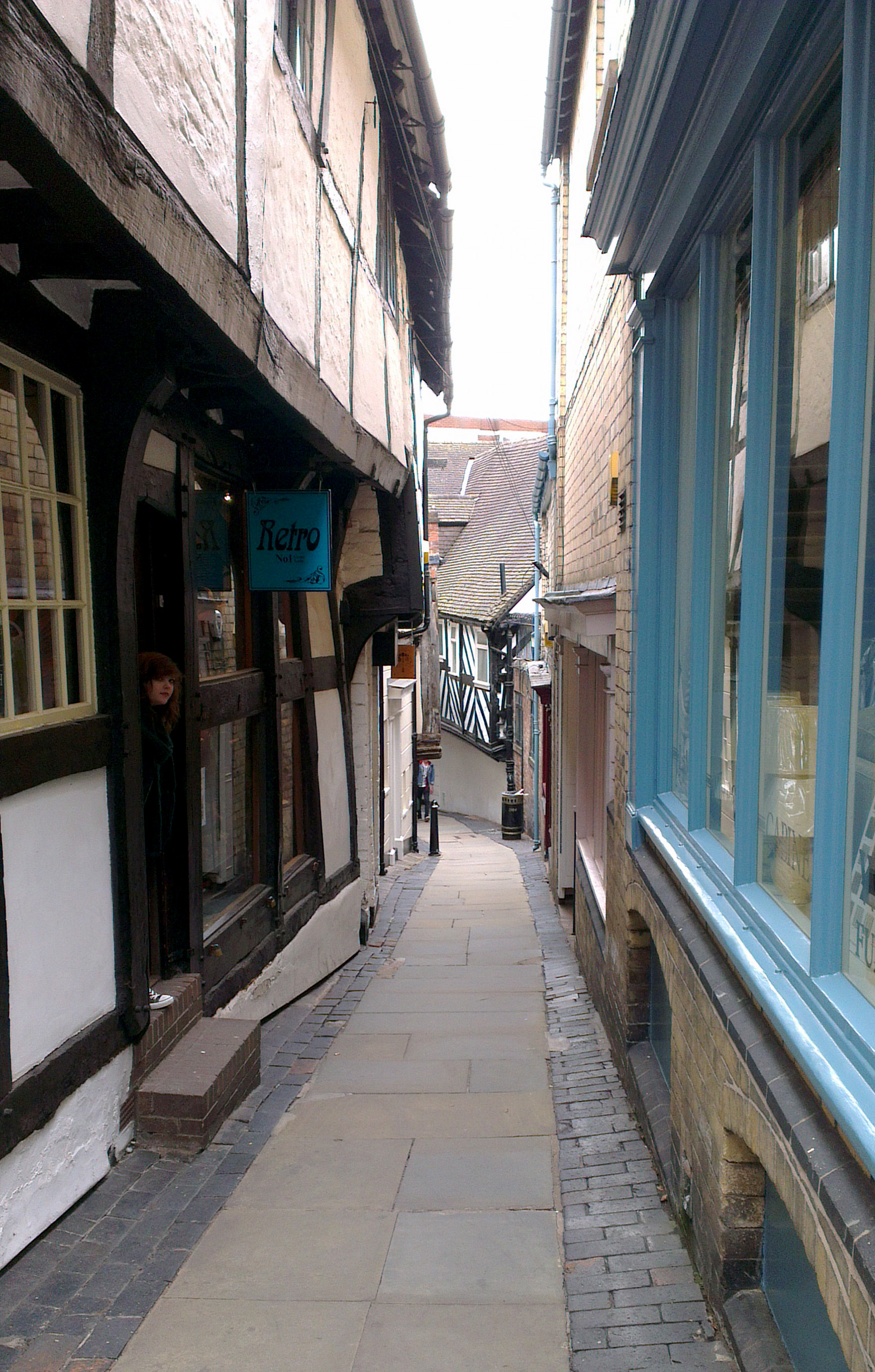
Grope Lane em Shrewsbury

Londres tinha várias ruas chamadas Gropecunt Lane, incluindo uma nas paróquias de St Pancras e St Mary Colechurch, entre Bordhawelane (bordel) e Puppekirty Lane (saia de puxão) perto da atual Cheapside. Primeiro registrado em 1279 como Gropecontelane e Groppecountelane, era parte de uma coleção de ruas que parece ter sobrevivido como uma pequena ilha de prostituição fora de Southwark, onde tais atividades eram normalmente confinadas durante o período medieval.
O nome também foi usado em outras grandes cidades medievais em toda a Inglaterra, incluindo Bristol, York, Shrewsbury, Newcastle upon Tyne, Worcester, Hereford e Oxford. A Gropekuntelane de Norwich (agora Opie Street) foi gravada em latim como  turpis vicus , a rua vergonhosa. Em 1230, Oxford Magpie Lane era conhecida como Gropecunt Lane, renomeada como Grope ou Grape Lane no século XIII, e depois Magpie Lane em meados do século XVII. Foi novamente renomeado em 1850 como Grove Street, antes de mais uma vez assumir o nome Magpie Lane no século XX. Newcastle e Worcester cada um tinha uma pista Grope perto de seus cais públicos. Em seu estudo de 2001 da prostituição medieval, usando o "Atlas das Cidades Históricas" como fonte, o historiador Richard Holt e o arqueólogo Nigel Baker, da Universidade de Birmingham, estudou nomes de rua sexualmente sugestivos em toda a Inglaterra. Eles concluíram que havia uma estreita associação entre uma rua com o nome Gropecunt Lane, que quase sempre ficava no centro da cidade, e o principal mercado da cidade ou rua principal. Essa correlação sugere que essas ruas não apenas previam a gratificação sexual dos homens locais, mas também a visita aos detentores de barracas.
Tal comércio pode explicar a relativa uniformidade do nome em todo o país. Ruas chamadas Gropecunt Lane são registradas em várias cidades menores do mercado, como Banbury, Glastonbury e Wells, onde existia uma rua com esse nome em 1300, regularmente mencionada em documentos legais da época. Parsons Street em Banbury foi registrado pela primeira vez como Lane Gropecunt em 1333, e pode ter sido uma via importante, mas por volta de 1410 seu nome havia sido mudado para Parsons Lane. Grape Lane em Whitby pode ter sido uma vez Grope Lane, ou Grapcunt Lane. Lane Gropecunte em Glastonbury, mais tarde conhecido como Grope Lane, agora St Benedicts Court, foi gravado em 1290 e 1425 Uma rua chamada Grope & Countelane existia em Shrewsbury em 1561, conectando os dois principais mercados da cidade. Em alguma data não registrada, a rua foi renomeada para Grope Lane, um nome que ela reteve. Em History and Antiquities of Shrewsbury (1799), de Thomas Phillips, o autor é explícito em sua compreensão da origem do nome como um lugar de "lascívia escandalosa e venérea", mas o arcediago Hugh Owen's, em sua obra Some account of the ancient and present state of Shrewsbury (1808), descreve-o como "chamado Grope, ou a Trilha Negra". Como resultado desses relatos divergentes, alguns guias locais atribuem o nome a "sentir-se ao longo de uma via estreita e escura".

### Citações
1. ↑  "Grope", em Cambridge Dictionary 2019.
2. ↑  "Grope", em Online Etimology Dictionary 2019.
3. ↑  "Cunt", em Cambridge Dictionary 2019.
4. 1 2 3 4  "Cunt", em Online Etimology Dictionary 2019.
5. ↑  Games 2008, p. 225.
6. 1 2  Grope, Oxford English Dictionary (em inglês) 2ª ed. , Oxford University Press, 1989, consultado em 16 de novembro de 2019
7. ↑  Holt & Baker (2001), pp. 202–203.
8. ↑  «Snickelways-YorkWalk» (PDF) (em inglês). The DMS. Consultado em 16 de novembro de 2019
9. 1 2  Cunt, Oxford English Dictionary (em inglês) 2ª ed. , Oxford University Press, 1989, consultado em 16 de novembro de 2019
10. 1 2 3  Holt & Baker (2001), p. 206.
11. ↑  McIntyre (2006), pp. 255–256.
12. 1 2  Holt & Baker (2001), pp. 204–205.
13. ↑  Stow (1842), p. 111.
14. 1 2 3  Holt & Baker (2001), pp. 201–202.
15. ↑  The Miller's Prologue and Tale – 3276 (em inglês), Harvard, consultado em 19 de novembro de 2019
16. ↑  Williams (1994), p. 350.
17. ↑  This publication regularly abbreviates cunt to C.
18. ↑  Williams (1994), p. 353.
19. ↑  Grose, Francis (1788), 1811 Dictionary of the Vulgar Tongue (em inglês), Gutenberg, consultado em 12 de dezembro de 2019
20. ↑  Holt & Baker (2001), p. 209.
21. ↑  addle, n. and a., Oxford English Dictionary (em inglês) 2ª ed. , Oxford University Press, 1989, consultado em 12 de dezembro de 2019
22. 1 2  Partridge, Chris (18 de abril de 2004), A street by any other name... (em inglês), The Guardian, consultado em 12 de dezembro de 2019
23. ↑  Harben (1918), p. 10.
24. ↑  Wall (1998), pp. 124–125.
25. ↑  Harben (1918), p. 211.
26. ↑  Glinert (2003), p. 289.
27. ↑  «Christie's ghost returns», The Times (em inglês) (57872): 5, 18 de maio de 1970, consultado em 12 de dezembro de 2019
28. ↑  Holt & Baker (2001), pp. 202. pp. 206–212.
29. ↑  Briggs, Keith (1 de abril de 2010), «OE and ME cunte in place-names» (PDF), Keithbriggs, Journal of the English Place-name Society, 41, 26–39 (em inglês), consultado em 12 de dezembro de 2019
30. ↑  Archer (2003), pp. 248–250.
31. 1 2  Holt & Baker (2001), pp. 207-208.
32. ↑  Harben (1918), p. 49.
33. 1 2  Harben (1918), p. 164.
34. ↑  Keene & Harding (1987), pp. 727-730.
35. ↑  Crossley et al. (1979), pp. 475-477.
36. ↑  Holt & Baker (2001), p. 212.
37. 1 2  Holt & Baker (2001), p. 213.
38. ↑  Somerset County Council. «Conceder a Igreja de São João Batista de terreno em Gropecunt Lane». Conselho do Condado de Somerset. Consultado em 7 de fevereiro de 2020
39. 1 2  Holt & Baker (2001), p. 210.
40. ↑  Crossley et al. (1972), pp. 18-28.
41. ↑  Sheeran (1998), p. 38.
42. ↑  R. W. Dunning (editor), M.C. Siraut, A.T. Thacker, Elizabeth Williamson (2006). «Glastonbury: Cidade» (em inglês). Instituto de Pesquisa Histórica. Consultado em 7 de fevereiro de 2020

## Leituras futuras
- Briggs, Keith (2009), «OE and ME cunte in place-names», English Place-Name Society, Journal of the English Place-name Society, 41: 26–39
- Ekwall, Eilert (1954), Street-names of the City of London, [S.l.]: Clarendon Press
- Horsler, Val (2006), All for Love: seven centuries of illicit liaison, [S.l.]: National Archives, ISBN 1-903365-97-X
- Sewell, Brian (11 de novembro de 2001), «The pride of London but no gilded cage», London Evening Standard
- Walford, Edward (1878), «Bermondsey: Tooley Street (Old and New London: Volume 6)», hosted by british-history.co.uk